# Излетничка салама
Излетничка салама је врста ферментоване трајне кобасице које се справља од најфинијег свињског, говеђег меса и чврстог масног ткива, уз додатак одређених природних зачина као што су бели лук и паприка. У зависности од ширине пречника саламе, процес ферментације траје дуже или краће време. Током ферментације, зрења и сушења, одвијају се многи сложени микробиолошки, биохемијски и физичко-хемијски процеси који на крају производе карактеристичан мирис и укус.